# Clastoptera undulata
Clastoptera undulata is een halfvleugelig insect uit de familie Clastopteridae. De wetenschappelijke naam van deze soort is voor het eerst geldig gepubliceerd in 1864 door Uhler.